# Leandro Gareca
Leandro Gareca Fernández, mais conhecido como Leandro Gareca (Monteagudo, 23 de junho de 1991), é um futebolista boliviano que atua como lateral-esquerdo. Atualmente, joga pelo Universitario de Sucre.

## Carreira
Leandro disputou em 2011, pela Seleção Boliviana de Futebol, o Campeonato Sul-Americano de Futebol Sub-20.